# Balanus aquila
Balanus aquila е вид челюстнокрако от семейство Balanidae.

## Разпространение
Видът е разпространен в САЩ.